# Хитрий Петро
Хитрий Петро (болг. Хитър Петър) — традиційний герой болгарського фольклору, про якого майже 400 років розповідають анекдоти на всіх болгарських територіях. 
Вперше Хитрий Петро з’явився в 16-17 століттях, коли Болгарія ще була під владою Османської імперії. У 1873 році виступає в літературі у творчості Іллі Бласкова. У 1967 році для нього була написана опера, у нього є 2 болгарські комедії — 1939 і 1960 років.[джерело?]
Його образ — бідний селянин, що вирізняється надзвичайною хитрістю, мудрістю та винахідливістю, про що свідчить його ім’я. Також Хитрий Петро вважається місцевим аналогом літературного героя Ходжі Насраддіна. Ці двоє часто сперечаються, дотепно перехитрують один одного в кумедних історіях, які досі викликають у людей сміх. Hitar Petar Nunatak на півострові Трініті в Антарктиді названий на честь фольклорного персонажа.